# Hypotheses non fingo

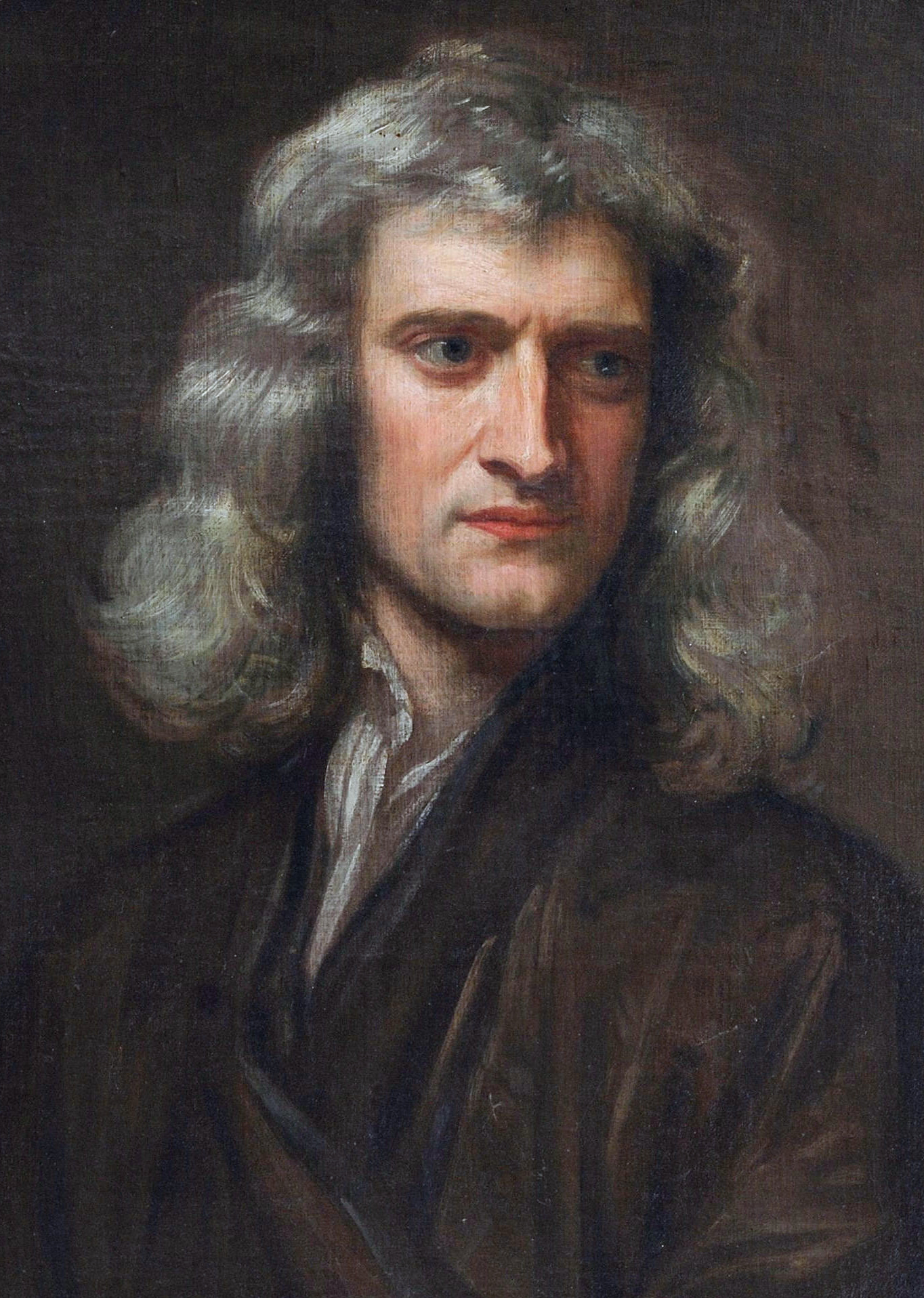
Isaac Newton (Godfrey Kneller 1689)

Hypotheses non fingo (sv. Jag diktar inga hypoteser) är ett berömt citat av Isaac Newton, ur essän General Scholium i andra upplagan av hans Philosophiæ Naturalis Principia Mathematica (1713). Uttalandet var ett svar till dem som hade krävt att han skulle ge en förklaring av orsakerna till gravitationen, snarare än bara redogöra för de matematiska modellerna för rörelse. Tillsammans med Ockhams rakkniv är uttrycket en formulering av hur det gick till när det aristoteliska idealet för naturfilosofi övergavs.
Avsnittet där uttrycket förekommer är detta:
| ”                                                           | Hittills har jag förklarat himmelens och havets fenomen med gravitationskraften, men vi har icke angett orsaken till denna kraft [...] Men hittills har jag inte varit i stånd att från fenomenen dra slutsatser om de egenskaper gravitationen har, och jag diktar inga hypoteser. För det som inte kan härledas ur fenomenen kan kallas en hypotes, och hypoteser – oavsett om de är metafysiska eller fysiska, oavsett om de är av ockult eller mekanisk art – har ingen plats i experimentell filosofi. | „ |
| – Isaac Newton, Philosophiæ naturalis principia mathematica | |   |